# Leif Knudsen
Pour les articles homonymes, voir Knudsen.
Leif Knudsen est un artiste peintre et lithographe abstrait lyrique suédois né le 20 novembre 1928 à Stockholm, mort le 28 août 1975 à Göteborg.

## Biographie
Fils du comédien Kolbjörn Knudsen (sv) (1897-1967), Leif Knudsen est étudiant en philosophie à l'université de Göteborg en 1947, élève de l'Académie André Lhote à Paris en 1948, puis de 1949 à 1953 d'Endre Nemes (sv) à l'Académie des Beaux-Arts de Valand (sv) de Göteborg. Une bourse du gouvernement français lui permet en 1953-1954 de revenir à Paris où ses séjours seront désormais fréquents.

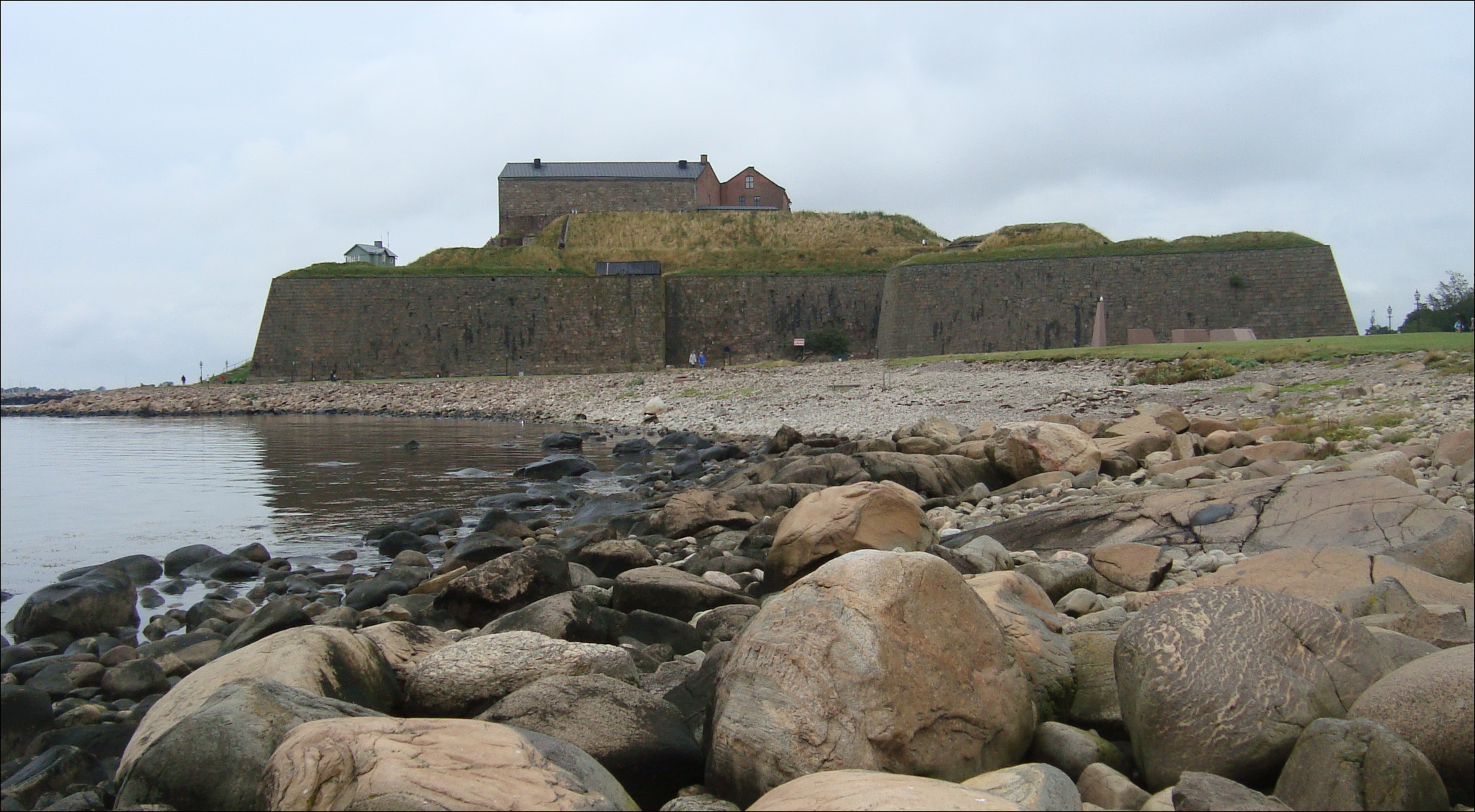
Forteresse de Varberg

Avec Knut Irwe (sv), Jöran Salmson (sv), Bertil Norell (sv), Bengt Olson, Nils Wedel (sv), Börge Hovedskou (sv) ou encore Jörgen Zetterquist (sv), Leif Knudsen fait partie des élèves d'Endre Nemes qui fondent le 1er mai 1954 à Göteborg le Groupe 54 (sv) qui, ne se reconnaissant pas dans une Association des artistes de Göteborg (sv) hostile tant au Surréalisme qu'à l'art abstrait, manifeste sa détermination à des actes engagés pour « changer la Suède » par des interventions en des lieux recevant du public (la fresque murale exécutée par Leif Knudsen au restaurant Lejonet de Göteborg dès 1953, de même que, entre 1955 et 1960, son implication dans la scénographie des Spelen (Jeux) (sv) de la forteresse de Varberg, avec notamment les décors qu'il réalise pour des pièces de Molière, Shakespeare, Ludvig Holberg et Henrik Ibsen, s'inscrivent dans cette démarche), puis par l'ouverture en 1958 à Göteborg d'un lieu d'exposition ouvert aux courants qu'ils incarnent, la Galerie 54.
L'exposition itinérante qualifiée de « mythique » (Göteborg, Malmö, Stockholm) Kring spontanismen à laquelle participe Leif Knudsen en 1959 offre à Frank Claustrat de situer l'art abstrait « spontané » ainsi revendiqué (dit également « spontanéisme ») comme, en tant que contemporain de Jackson Pollock, la « version nordique de l'expressionnisme abstrait, l'interprétation scandinave d'un courant qui dépasse les frontières européennes et possède une indéniable capacité à se renouveler : cette esthétique, qui relève d'abord, en partie, de l'automatisme pictural, puis de la peinture gestuelle, s'oppose à la rigueur de l'abstraction géométrique ou du fonctionnalisme d'un Max Bill, par exemple ».
À partir de 1966, Leif Knudsen enseigne aux académies d'été de l'École des beaux-arts de Gerlesborg (sv).
Mort le 28 août 1975, il repose au cimetière de Kviberg (sv) à Göteborg.

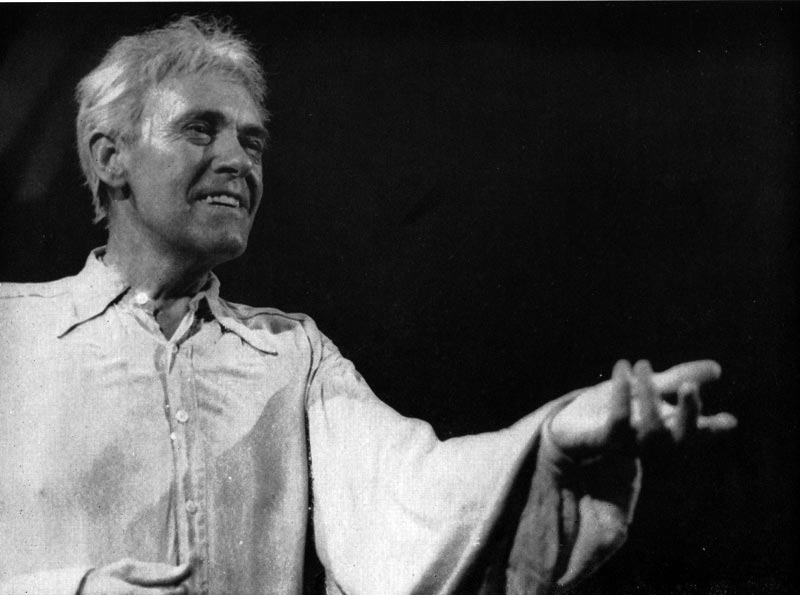
Kolbjörn Knudsen (sv)
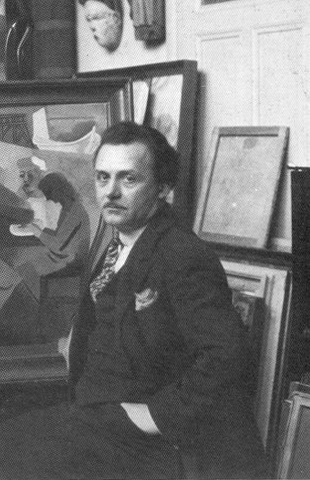
André Lhote
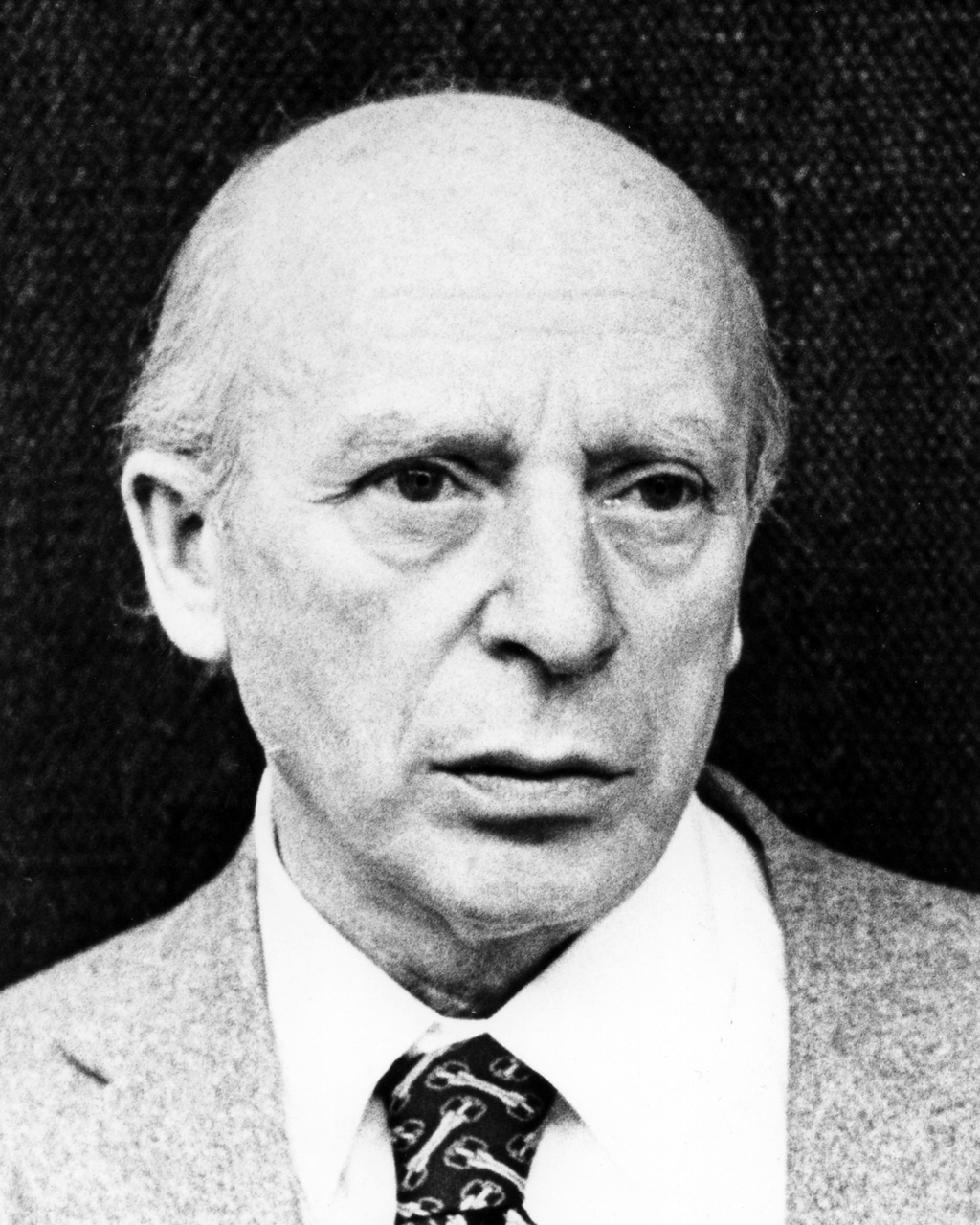
Endre Nemes (sv)

## Expositions

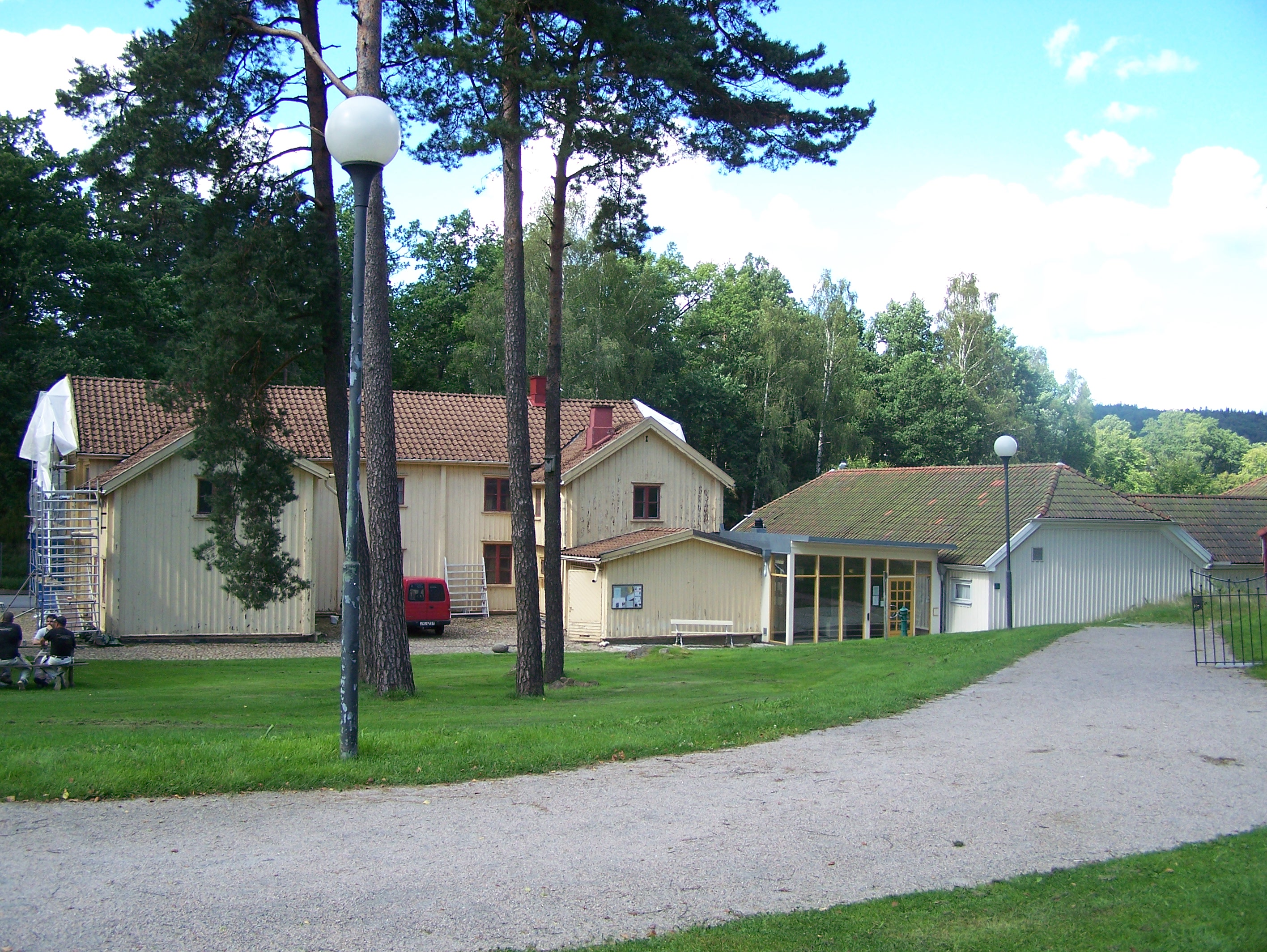
Musée de Borås

### Expositions personnelles
- Musée de Borås, 1957.
- Nörrköping Art Museum, Norrköping, 1960.
- Leif Knudsen - Collages, Galerie Pierre, Stockholm, 1966.
- Galerie Jacques Massol, Paris, mars-avril 1966.

### Expositions collectives

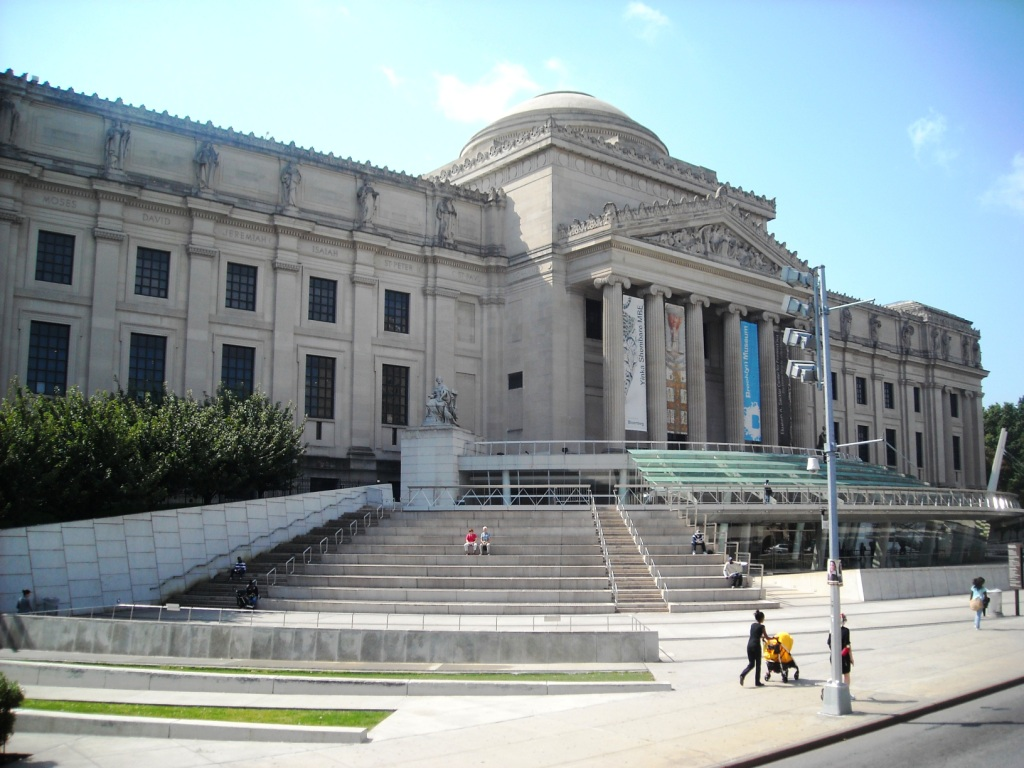
Brooklyn Museum, New York

- Les étudiants de l'Académie des Beaux-Arts de Valand - Leif Knudsen, Gunnar Larson (sv), Jörgen Zetterquist (sv), Olle Zetterquist (sv), Leif Ericson, Valter Gibson (sv)..., Göteborgs Konsthall, mai 1953[5].
- Kring spontanismen (Autour de la spontanéité) - Leif Knudsen, Bengt Lindström, Öyvind Fahlström, Karel Appel, François Arnal, Alberto Burri, Camille Bryen, Jean Dubuffet, Hans Hartung, Asger Jorn, Tadeusz Kantor, André Masson, Georges Mathieu, Henri Michaux, Jean-Paul Riopelle, Kumi Sugaï, Pierre Tal Coat, Zao Wou-Ki..., exposition itinérante organisée par la Fédération suédoise des Beaux-Arts (sv), Göteborgs Konsthall, château de Malmö, Académie royale suédoise des Beaux-Arts de Stockholm, 1959[5],[6].
- Aspects de la jeune peinture suédoise, Brooklyn Museum, New York, 1962.
- Festival d'Antibes, 1963.
- Abstraction poétique - Leif Knudsen, Jan Stenvinkel (sv), Lars-Erik Ström (sv), Musée des Beaux-Arts de Göteborg, février 1963[7].
- Musée Galliera, Paris, 1964.
- Musée Folkwang, Essen, 1966.

## Réception critique
- « He hides his expertise in order he finds a deeper human engagement. » - Bengt Olson[8]
- « Son œuvre se rattache à l'abstraction lyrique, par laquelle il exprime ses émotions personnelles et ses convictions en face des affrontements sociaux caractéristiques de notre époque. » - Jacques Busse[1]
- « Bengt Olson assignes national characteristics to Knuden's colours. Bright colours are considered Nordic - they are associated with Nordic nature, the Midsummer light, and so forth, but also with the people of the Nordic region, from whom blonde hair and blue eyes are considered typical. There is an associative shift beetween non-representational painting and series of preconceptions about the Nordic that are linked to it. An international abstract style is associated with a certain region based on one artist's work, perhaps the result of a need to distingish Knudsen from continental abstraction. » - Kristoffer Arvidsson[7]

## Prix et distinctions
- Prix culturel de la ville de Göteborg, 1959[1].

## Collections publiques

### France
- Institut Tessin, Paris.

### Suède
- Musée de Borås.
- Musée d'art d'Eskilstuna.

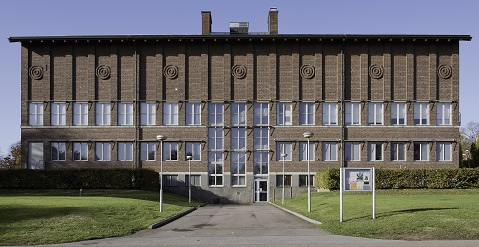
Hallands konstmuseum, Halmstad

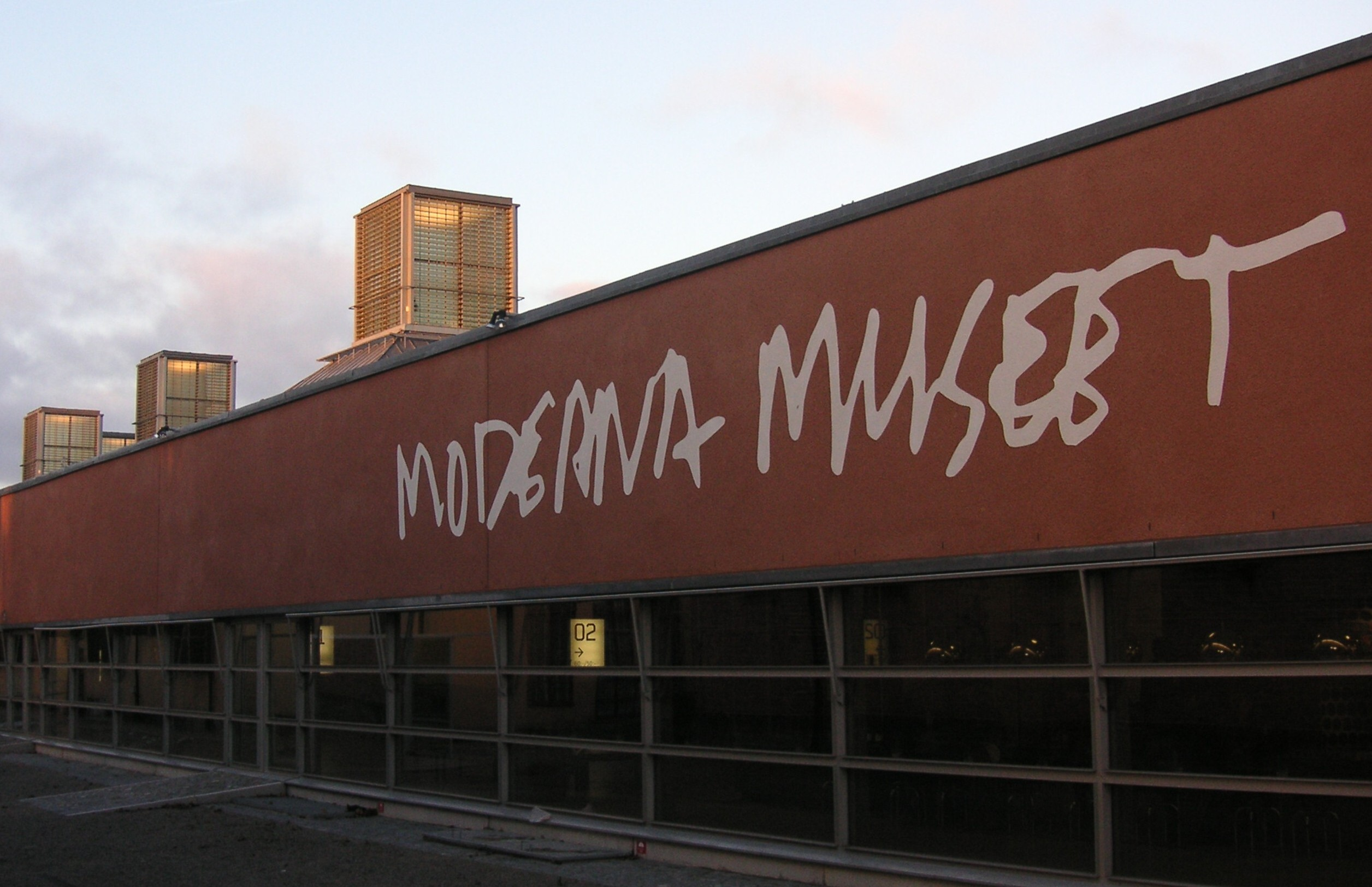
Moderna Museet, Stockholm

- École polytechnique Chalmers, Göteborg.
- Hôpital universitaire Sahlgrenska, Göteborg.
- Musée des Beaux-Arts de Göteborg, Champ de bataille, acrylique sur toile 50x61cm, 1958[9].
- Hallands konstmuseum (sv), Halmstad.
- Musée de Karlstad.
- Musée d'art de Malmö, château de Malmö.
- École de Fässberg (sv), Mölndal, De fyra vindarna (Les quatre vents), grande fresque sur plafond, 1963-1964[1],[10].
- Norrköping Art Museum, Norrköping.
- Musée de Ronneby
- Moderna Museet, Stockholm, quatre œuvres[11].
- Nationalmuseum, Stockholm, huit lithographies[12].
- Bohusläns Museum (sv), Uddevalla, six lithographies 45x61cm en portfolio titré Gyntiana, 1962 (Ensam Bland manneskor, En mans väg, Bild till den Grönklädde, Bild till bojgen ; Bild till sfinxen ; Bild till äventyren - grafiskt blad)[13].

## Collections privées
- Marcel Marceau, Berchères-sur-Vesgre, Terrorn Forkladd (La terreur déguisée), huile sur toile 100x130cm, 1961[14].